# Красный паук
«Красный паук» (пол. Czerwony pająk) — польский кинофильм, выпущенный в 2015 году. Сюжет фильма вдохновлён историей Камиля Кота, польского серийного убийцы, известным как вампир из Кракова.
Фильм был номинирован на главную польскую кинопремию «Орлы» в категориях «Лучший дизайн костюмов» и «Лучшая операторская работа».

## Сюжет
1967 год. Молодой человек по имени Кароль Кремер (Филип Плавяк), живущий в коммунистической Польше, недавно окончил школу и готовится к поступлению в медицинский университет. Однажды, гуляя в родном Кракове по парку развлечений в компании друзей, Кароль отбивается от группы и в закоулке натыкается на труп маленького мальчика. Поняв, что одинокий прохожий, которого он встретил незадолго до этого и есть убийца, Кароль не идёт в полицию, а выслеживает маньяка. Постепенно он открывает тёмные стороны своей натуры и решает самому начать убивать. В погоне за славой парень выходит на тропу убийств.

## В ролях
- Филип Плавяк — Кароль Кремер
- Юлия Киёвская — Данка
- Адам Воронович — Люциан Станяк, ветеринар
- Малгожата Форемняк — мать Кароля
- Никодем Розбицкий — Беднаж, приятель Кароля
- Матеуш Венцлавек — приятель Кароля

## Производство
Режиссёр Марчин Кошалка ещё в 2011 году объявлял о своих планах снять фильм, основанный на истории реального маньяка Кароля Кота (на счету которого 2 убийства, 10 покушений и 4 поджога).
Фильм был частично финансирован Польским институтом киноискусства.